# Pullimosina moesta
Pullimosina moesta är en tvåvingeart som först beskrevs av Villeneuve 1918.  Pullimosina moesta ingår i släktet Pullimosina, och familjen hoppflugor. Arten är reproducerande i Sverige.